# Dyane Léger
Pour l’article homonyme, voir Léger.
Dyane Léger est une artiste-peintre et une poétesse acadienne née en 1954 à Notre-Dame-de-Kent, au Nouveau-Brunswick (Canada).

## Biographie
Dyane Léger naît le 11 septembre 1954 à Notre-Dame-de-Kent, un hameau du DSL de la paroisse de Dundas, au Sud-Est du Nouveau-Brunswick. Elle étudie les arts visuels à l'Université de Moncton de 1970 à son abandon en 1973. Elle revient à l'université en 1980, où elle obtient un baccalauréat ès arts en 1982. Elle suit un cours de joaillerie au CCNB-Dieppe de 1990 à 1991.
Elle travaille à l'occasion dans le milieu culturel. Elle expose ses premiers tableaux en 1995. Son style s'éloigne à la fois de l'académisme et de l'avant-garde, s'affirmant telle qu'elle est. Le désir de créer un univers fantastique et merveilleux et de jouer avec les formes domine sa création.
Avec Graines de fées, elle devient en 1980 la première acadienne à publier un recueil de poésie. C'est également le premier titre des Éditions Perce-Neige et il lui vaut le prix France-Acadie. Écrit en prose, l'ouvrage est teinté de surréalisme avec une touche d'humour. Elle porte un regard nouveau sur l'Acadie dans une écriture profond mais d'apparence naïve, parfois confuse et difficile à saisir, donnant toutefois un aspect bigarré un vivant à l'œuvre. En 1983, son recueil Sorcière de vent reste dans la même veine. Les Anges en transit (1992) est écrit en prose comme les deux ouvrages précédents mais s'approche plus du journal intime, comme l'est Comme un boxeur dans une cathédrale (1996). Le Dragon de la dernière heure (1999) comprend des poèmes en vers et des lettres en proses, adressées au personnage Michel. La distance entre Dyane Léger, « personnage de roman » signant les lettres, et la poétesse disparaît dans le cours de l'œuvre.